# Leander (geslacht)
Leander is een geslacht van kreeftachtigen uit de klasse van de Malacostraca (hogere kreeftachtigen).

## Soorten
- Leander edwardsi
- Leander kempi Holthuis, 1950
- Leander latreillianus
- Leander longirostris
- Leander manningi Bruce, 2002
- Leander paulensis Ortmann, 1897
- Leander plumosus Bruce, 1994
- Leander tenuicornis (Say, 1818)